# 天主教特尔默布里教区
天主教特爾默布里教區 （拉丁語：Dioecesis Dharmapuriensis）是印度一個羅馬天主教教區，屬本地治里暨古德洛爾總教區。
教區成立於1997年1月24日，包括泰米爾納德邦北部克里希纳吉里县和達爾馬布里縣。2006年有教友52,169人（佔轄區總人口1.8%）、卅二個堂區、六十三名司鐸。現任教區主教為老楞佐‧碧岳‧多萊拉賈。